# Tuskegee
Tuskegee város az USA Alabama államának Macon megyéjében, melynek megyeszékhelye is. Lakosainak száma 9395 fő (2020. április 1.).

## Népesség
A település népességének változása:
| Lakosok száma | 1563 | 9865 | 9395 |
|               | 1850 | 2010 | 2020 |